# 히가시혼간지마에 정류장
히가시혼간지마에 정류장(일본어: 東本願寺前停留場, やまはなくじょうていりゅうじょう)은 일본 홋카이도 삿포로시 주오구에 위치한 삿포로 시 교통국(삿포로 시영 전차) 야마하나 선의 정류장이다. 정류장 번호는 SC21이다. 야마하나 선을 통해 니시 7초메도리와 미나미7조도리와 교차로(미나미7조니시 6초메)에 위치한다.
본 정류장에서 야마하나9조 정류장까지의 구간은 현존 노선 중에서 가장 경사가 크다. 또한, 현존 노선에 존재하는 정류장에선 신설된 다누키코지 정류장을 제외하고 개업 초기부터 한번도 개명하지 않았다.

## 정류장 구조
2면 2선의 대향식 교차점을 사이로 남쪽(미나미9조니시 6초메)에 스스키노 방면, 북쪽(미나미8조니시 6초메)에 니시 4초메 방면 승강장이 있고 안전 지대가 설치되어 있다. 스스키노 방면에는 건늠선이 있다.

## 정류장 주변
- 삿포로 미나미하치조니시 우체국
- 호텔 파코 주니어 스스키노

## 역사
- 1923년 8월 25일: 개업.
- 2015년 4월 1일: 정류장 번호 설정.

## 인접역
| 삿포로 시 교통국 ● 삿포로 시영 전차 야마하나 선 | 삿포로 시 교통국 ● 삿포로 시영 전차 야마하나 선 | 삿포로 시 교통국 ● 삿포로 시영 전차 야마하나 선 |
| ----------------------------------------------- | ----------------------------------------------- | ----------------------------------------------- |
| SC20 야마하나9조 외선 순환                      | 시영 전철 운행 계통                             | SC22 시세이칸쇼갓코마에 내선 순환               |